# Prospekt Lenina (Jekaterinenburg)

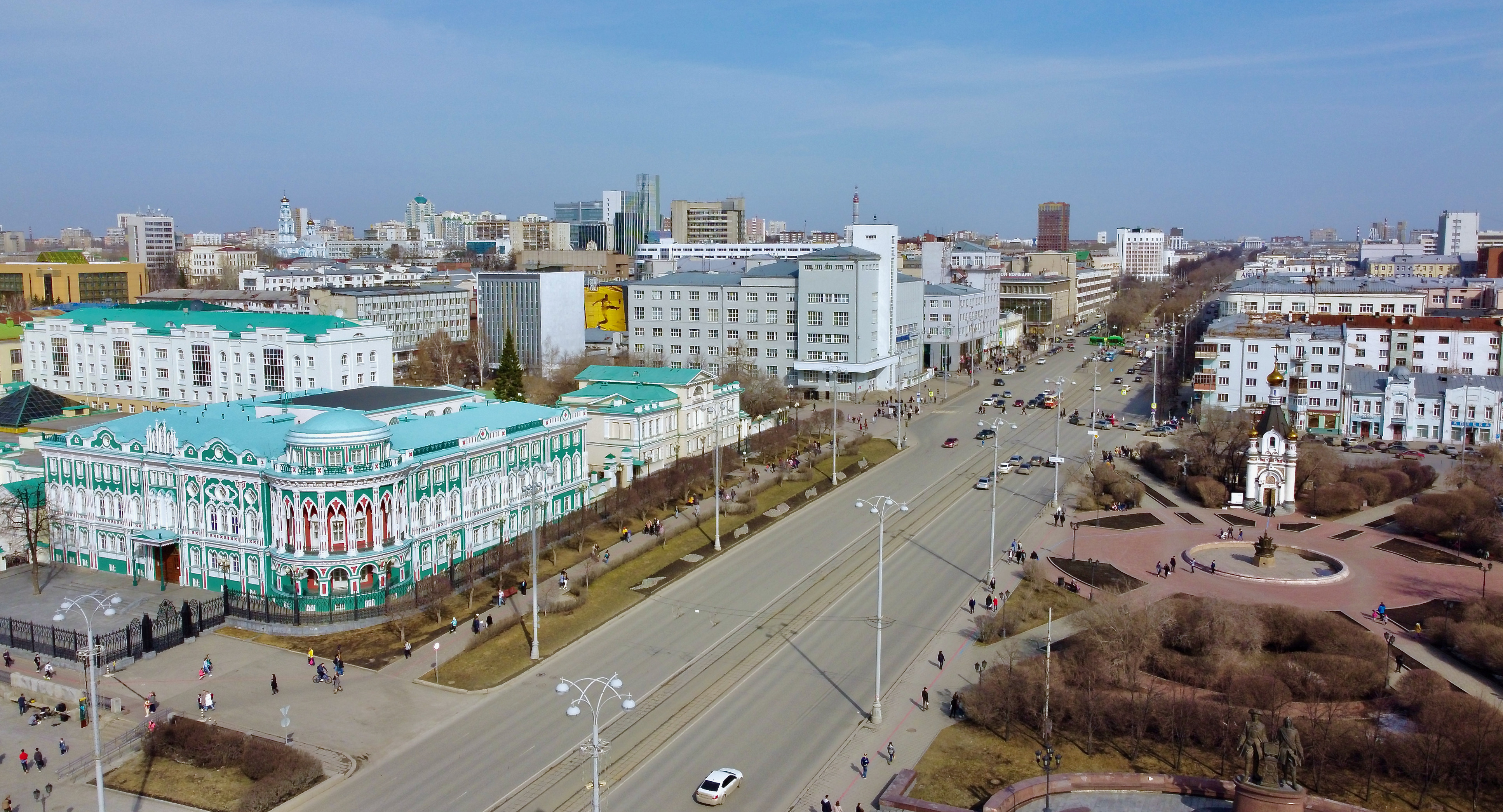
Prospekt Lenina

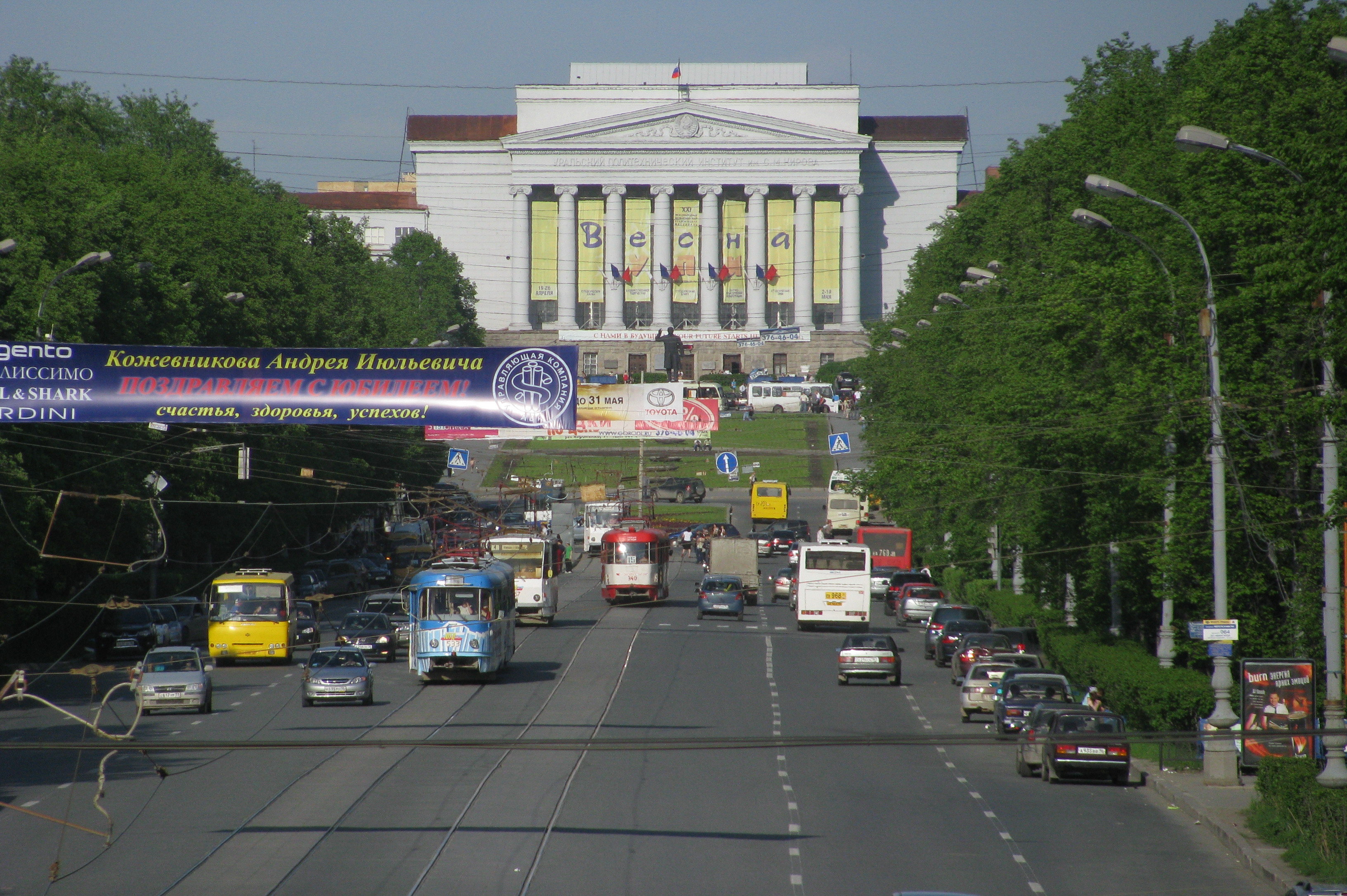
Prospekt Lenina nabij de universiteit

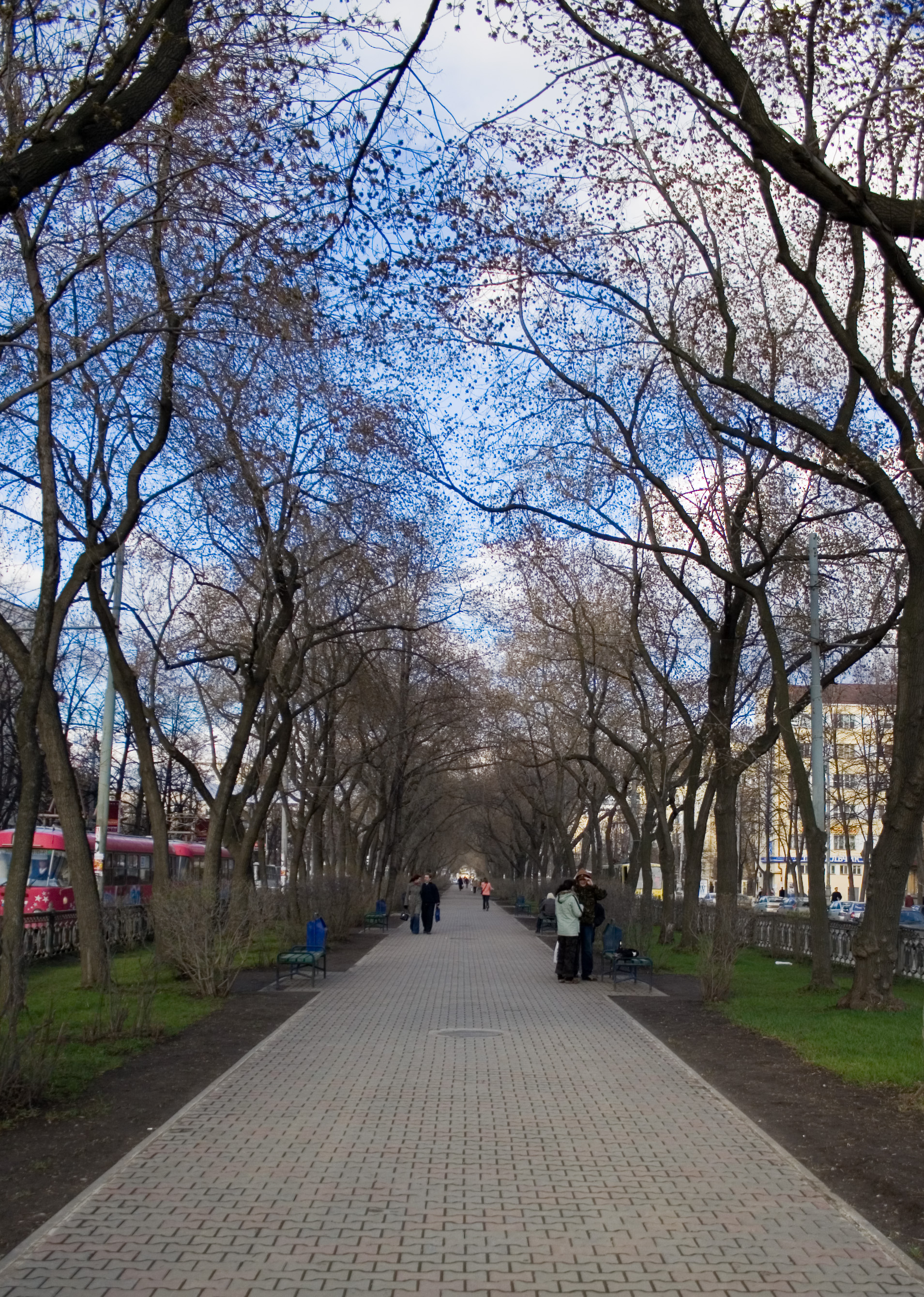
Boulevard aan de Prospekt Leina

Prospekt Lenina (Russisch: Проспект Ленина) of Leninski Prospekt (Ленинский Проспект; "Avenue Lenin" of "Hoofdstraat van Lenin"), is de belangrijkste weg van de Russische stad Jekaterinenburg en is vernoemd naar Vladimir Lenin. De oorspronkelijke namen voor de straat waren Bolsjaja oelitsa, Presjpektivnaja oelitsa en Glavnaja presjpektivnaja oelitsa. Van 1845 tot 1919 heette de weg Glavny prospekt en vervolgens tot 1962 oelitsa Lenina.
De 4600-meter lange prospekt loopt van de Plosjtsjad Kommoenarov bij de Moskovskaja oelitsa in het westen naar het Kirovplein bij de oelitsa Mira in het oosten en passeert hierbij vier stadsdistricten:
- de (oneven) nummers 1 tot 33 (tot de oelitsa Gorkogo) behoren bij het district Verch-Isetski;
- de nummers 35 tot 105 (van de oelitsa Gorkogo tot de oelitsa Mira) tot het district Kirovski;
- de (even) nummers 2 tot 38A (tot de oelitsa Karla Libknechta) tot het district Leninski;
- de nummers 40 tot 58 (van de oelitsa Karla Libknechta tot de oelitsa Vostotsjnoj) tot het district Oktjabrski;
- de nummers 60A tot 74 (van de oelitsa Vostotsjnoj tot de oelitsa Mira) tot het district Kirovski.

De straat is een van de drukste van de stad en bevat een groot winkelgebied. Aan de straat liggen onder andere het hoofdgebouw van de Staatsuniversiteit van de Oeral, een aantal historische gebouwen en de weg omvat ook de belangrijkste brug over de Iset.
Het metrostation Plosjtsjad 1905 goda van de Oeralskaja-lijn ligt ook aan de straat.

## Geschiedenis en architectuur

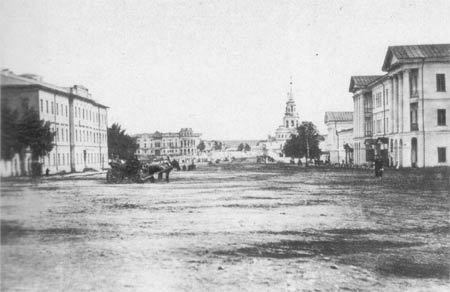
De Glavny prospekt aan het einde van de 19e eeuw gezien vanaf het Kathedraalplein (plein van 1905) in de richting van de plotina (dam)

De weg is gedurende de gehele geschiedenis van de stad gebruikt en de huizen en gebouwen langs de weg tellen als gevolg daarvan een groot aantal bouwstijlen. In de 18e eeuw kreeg de prospekt reeds de functie van centrale allee. Over de perioden werd de weg verschillende malen opnieuw aangelegd en werden ook pogingen ondernomen om haar functie te veranderen, maar tevergeefs, zodat de straat altijd deze functie heeft behouden.
De straat ontstond bij de aanleg van de stuwdam in de rivier de Iset voor de bouw van de Jekaterinenburgfabriek in 1723, waarbij de weg over de Iset de centrale verbindingsas tussen het westelijke deel (waar de kerk stond) en het oostelijke deel (waar de handelaren woonden) van de nederzetting vormde. De straat ontstond langzamerhand langs de Sibirski Trakt en de Sjartasjweg. Het eerste stenen gebouw -en het oudste nog bestaande- is het gebouw aan het plein Plosjtsjad 1905 goda waar zich het hoofdbestuur van de mijnen bevond (de mijnbouwkanselarij of bergamt) uit 1737, die tot midden 19e eeuw functioneerde en dat opgetrokken is in Classicistische stijl. Van 1820 tot 1821 werd een apotheek gebouwd voor de bergamt, eveneens in de stijl van het Classicisme. Van 1860 tot 1866 werd door architect A.I. Padoetsjev het gebouw van de vroegere okroegrechtbank gebouwd aan de oever van de stedelijke plas (die ontstaan was in de Iset door de stuwdam), waarin zich later de Sevastjanov-villa en nu het '1e Huis van de Unies' (Dom Sojoezov) bevindt. In 1912 werd door architect K.T. Babykin (project van architect V. Semenov) het theater voor opera en ballet gebouwd in de Stil Modern, dat in 1982 werd gerenoveerd.
In de jaren '20 en 30 van de 20e eeuw werden aan de prospekt, die vanaf 1918 de naam oelitsa Lenina ("Leninstraat") droeg, veel prerevolutionaire gebouwen gesloopt en werden een groot aantal gebouwen in de stijl van het constructivisme neergezet. Hiertoe behoren de gebouwen:
- Dom Svjazi ("Huis van Communicatie") - nu het postkantoor (Potsjampt), 1934, architect Solomonov;
- Dom Petsjati ("Huis van de pers") - waar de krant Oeralski rabotsji ("Oeralarbeider") wordt gedrukt, 1930, architect G.A. Goloebjov;
- het gebouw van het uitvoerend comité, 1934, architect S.V. Zacharov;
- Kloeb stroitelej ("club van de bouwvakkers"), 1930, architect M.J. Kornfeld;
- 1e en 4e 'Dom Gorsovjeta' (1e en 4e "huis van de stadsraad") - twee wooncomplexen, het eerste uit 1928 en het 4e uit 1929-1931, het 4e werd ontworpen door architect S. V. Dombrovski;
- Gorodok Tsjekistov ("Stadje van de tsjekisten"), 1929-1936, architecten Antonov, Sokolov en Toembasov;
- Gospromoerala ("Staatsindustrie van de Oeral"), 1931-1938, architecten J.N. Korotkov en G.P. Valenkov;
- het gebouw van het bestuur van de OerVO met een bijbehorend wooncomplex, 1935-1940, architect Doekelski.

Aan het eind van de oelitsa Lenina werden de gebouwen van de UPI] opgericht in 1939. In Van 1929 tot 1934 werd een tramlijn aangelegd over de hele lengte van de oelitsa.

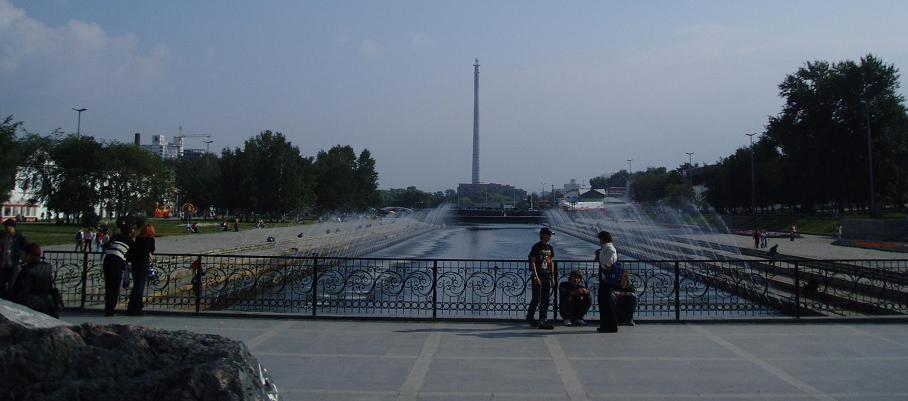
Gezicht vanaf het Istoritsjeski skver aan de voet van de plotina op het gekanaliseerde deel van de Iset, in de zomer een van de meest toeristische gebieden. In de verte de Tv-toren van Jekaterinenburg.

Op de hoek van de kruising met de oelitsa Vostotsjnoj werd tussen 1953 en 1960 een blok gebouwd in de stijl van het "socialistisch neoclassicisme", waar onder andere het Instituut voor Oeralgipromez (Oerals Staatsinstituut voor planning in de metallurische fabrieken) en de Polytechnische school van de Oeral werden gehuisvest. In 1954 werd het appartementencomplex Dom Artistov ("artiestenhuis") gerealiseerd en in 1957 het gebouw van de Raad voor Nationale Economie van de Oeral, dat nu de Staatsuniversiteit van de Oeral huisvest. Op 18 juli 1959 werd een eeuwig vuur ontstoken op het massagraf onder de Plosjtsjad Kommoenarov. Op 5 september 1962 werd de oelitsa Lenina hernoemd tot Prospekt Lenina. In 1962 werd tevens het theater voor Muzikale Komedie en de bioscoop Sovkino gebouwd. In 1961 werden de laatste houten gebouwen nabij het operagebouw gesloopt, waar tussen 1962 en 1963 twee appartementsgebouwen verrezen van de hand van de architecten Demintsev en Taksis; op nr. 53 een gebouw met 147 appartementen en de winkel Sport en op nr. 48 een gebouw met 244 appartementen en de gastronom (levensmiddelencentrum) Tsentralny. Van 1962 tot 1973 werd de plotina (de stuwdam in de Iset) geherstructureerd en werd het Istoritsjeski sver ("historisch plein") ingericht aan de voet daarvan. Tussen 1963 tot 1967 werden een appartementencomplex en het hotel Joebilejnaja (met de winkel Okean) opgericht. Op een paar uitzonderingen na is de prospekt sindsdien hetzelfde gebleven.
In 1987 werd een gebouw van meerdere verdiepingen gebouwd voor de OTsM-fabriek. In 1995 werd ter nagedachtenis aan de 50ste herdenking van de overwinning tijdens de Tweede Wereldoorlog voor het gebouw van de OerVO een monument [voor Grigori Zjoekov geplaatst van beeldhouwer K.G. Grjoenberg en de architecten G.I. Beljankin en S. Gladkich. In 2005 werden in het gebouw op nr. 20A de kantoren van verschillende banken gevestigd. Het gebouw van de OTsM-fabriek werd al in 2006 weer gesloopt en in 2008 werd op dit 120.000 m² grote terrein begonnen met de bouw van het kantoren- en woningcomplex Delovoj kvartal ("zakenkwartier") ter waarde van 400 miljoen euro, dat deels met Amerikaans, Brits en Frans investeringsgeld moet worden gerealiseerd.